# جبريل لوك
جبريل لوك (بالإنجليزية: Gabriel Luke)‏ هو منافس ألعاب قوى أمريكي، ولد في 26 نوفمبر 1969.

## روابط خارجية
- جبريل لوك على موقع الاتحاد الدولي لألعاب القوى (الإنجليزية)